# والتر ميزا
والتر ميزا (بالإسبانية: Walter Meza)‏ هو مغني أرجنتيني، ولد في 8 ديسمبر 1966 في سان خوستو في الأرجنتين.

## وصلات خارجية
- والتر ميزا على موقع ميوزك برينز (الإنجليزية)